# Máirtín Ó Cadhain
Máirtín Ó Cadhain (An Spidéal, 1906 – Dublín, 18 d'octubre de 1970) fou un escriptor en gaèlic irlandès, professor i activista polític i lingüistic irlandès.
Nascut el 20 de juny de 1906 a An Cnocán Glas, a mig quilòmetre o un quilòmetre a l'oest del poble d'An Spidéal, al comtat de Galway. Fou mestre d'escola i militant de l'IRA, fou internat en el camp de Curragh (comtat de Kildare) durant els anys 1942-1944 pel seu enfrontament a les autoritats civils i eclesiàstiques del comtat de Meath. Després fou lector d'irlandès a Trinity College de Dublín el 1956 i més tard professor de gaèlic el 1969. Va escriure algunes novel·les, però només en publicà una en vida, Cré en Cille, que ha estat considerada una de les millors obres en llengua irlandesa, a més de nombrosos pamflets en gaèlic irlandès.

## Biografia
Fou director de l'escola primària de Camus, una zona de parla irlandesa de Conamara, el 1927, on va ensenyar fins al 1932 i es va traslladar a l'escola de Carnmore, a uns 13 quilòmetres a l'est de Galway. El 1936 va ser destituït del seu càrrec per ordre del bisbe local a causa de les seves activitats polítiques. S’havia convertit en membre d’Óglaigh na hÉireann (IRA) mentre encara era a Camus i continuava exercint de capità mentre estava a Carnmore. Així va afinar les seves habilitats com a organitzador polític i estrateg. Va fundar una agrupació de la Conradh na Gaeilge (La Lliga Gaèlica) a Cammore. Acabada la seva carrera com a professor de primària el desembre de 1936, tindria altres estudiants per començar a ensenyar, començant per estudiants de cursos d’estiu en llengua irlandesa a An Cheathrú Rua (Carrowroe), Conamara, on va conèixer la seva futura esposa, Máirín Ní Rodaigh l'any 1932. A finals de 1936 es traslladà a Dublín on va ensenyar irlandès a adults a Conradh na Gaeilge.
Ó Cadhain fou un actiu reclutador per als republicans irlandesos durant el període 1937–1938 i el 1939 va ser capturat i internat a la presó d'Arbor Hill des de setembre fins a desembre, període durant el qual va ensenyar irlandès i altres idiomes a altres presos. Va ser internat de nou del 1940 al 44 al camp de Curragh, al comtat de Kildare, on va ensenyar irlandès, història i francès. Allà va millorar el francès i va començar a aprendre rus. Va llegir obres dels principals dramaturgs i narradors de contes francesos i russos, així com obres d’importants filòsofs i teòlegs europeus. Després va donar una sèrie de conferències sobre filosofia i sociologia als seus companys internats. Els seus dos pares van morir mentre Máirtín estava internat al camp de Curragh.
Després de temps difícils sense poder trobar feina ni ingressos estables, el 1946 trobà feina de traductor al servei civil, i gràcies a aquesta estabilitat econòmica es casà amb Mairín el 1952. Amb una carrera d'escriptor ja en progressió, gràcies a les peticions del seu amic i editor Seán Ó hÉigeartaigh, i malgrat els seus antecedents polítics i manca de títols, El Trinity College de Dublín va oferir a Máirtín un lloc de professor del departament irlandès de la universitat. Ó Cadhain va acceptar l’oferta va començar la seva carrera universitària al Trinity College el 2 de febrer de 1956. Máirtín va ser nomenat cap del departament irlandès com a professor associat el 1967, professor el 1969 i Fellow el 1970, l'any de la seva mort.

## Obra literària
Va ser un dels escriptors de llengua irlandesa més destacats del segle xx. Potser més conegut per la seva obra Cré en Cille, de 1949, va tenir un paper clau en la modernització de la literatura irlandesa contemporània. Políticament, era un nacionalista i socialista irlandès, promovent l'Athghabháil na hÉireann ("Re-Conquesta d'Irlanda"), a través de la cultura gaèlica. Va ser membre de l'IRA, Exèrcit republicà irlandès, post-guerra civil, al costat del poeta Brendan Behan durant el període de l'emergència. Durant els anys 1930 fou un activista per la llengua irlandesa, fundador del Gaeltacht de Ráth Cairn, al comtat de Meath. Al mateix temps, era actiu com a voluntari de l'IRA, fet que li comportà l'internament al camp de Curragh durant els anys 40, quan el govern irlandès reprimí amb duresa les activitats de l'IRA.
Com a escriptor fou reconegut com un pioner del modernisme en llengua irlandesa. El seu irlandès era el dialecte de Connemara, que sovint li agradava barrejar amb altres dialectes, literatura clàssica i fins i tot Gaèlic escocès pel bé de l'enriquiment lingüístic i estilístic dels seus escrits. En conseqüència, la major part del que va escriure és difícil de llegir per a un parlant no natiu.
El 1929 va publicar el seu primer conte i el 1930 va aparèixer la seva primera crítica literària al diari occidental mensual An Stoc. Va continuar escrivint contes i crítiques literàries durant la resta de la seva vida, a més de tres novel·les. Les seves col·leccions de relats curts inclouen Cois Caoláire, An Braon Broghach, Idir Shúgradh Agus Dháiríre, An Sraith Dhá Tógáil, Un Sraith Tógtha i An Sraith ar Lár. També va escriure tres novel·les, de les quals només es va publicar Cré na Cille durant la seva vida. Les altres dues, Athnuachan i Barbed Wire, han estat impreses recentment. Va traduir la novel·la de Charles Kickham Sally Kavanagh a l'irlandès com Saile Chaomhánach, nó na hUaigheanna Folmha. També va escriure diversos fullets polítics i lingüístics. Els seus punts de vista polítics es poden distingir més fàcilment en un petit llibre sobre el desenvolupament del nacionalisme irlandès i el radicalisme a partir de Theobald Wolfe Tone, Tone Inné agus Inniu; i al començament dels anys seixanta, va escriure - en part en irlandès, en part en anglès - una enquesta exhaustiva sobre l'estat social i l'ús real de la llengua a l'oest d'Irlanda, publicat com An Ghaeilge Bheo - Destined to pass. L'agost de 1969 va pronunciar un discurs (publicat com Gluaiseacht na Gaeilge: Gluaiseacht ar Strae) en el qual va parlar del rol que els parlants irlandesos haurien de prendre a "Athghabháil na hÉireann", o la Reconquesta d'Irlanda, utilitzant el terme que el republicà i socialista James Connolly havia encunyat per primera vegada el 1915.
Juntament amb Diarmaid Ó Súilleabháin va ser considerat l'autor més innovador de la llengua irlandesa a la dècada de 1960. Malgrat tot, va tenir dificultats freqüents per editar el seu treball. Recentment han aparegut escrits inèdits cada dos anys com a mínim des de la publicació d'Athnuachan a mitjan anys noranta.
El seu pensament era una mescla de nacionalisme, marxisme i radicalisme social, combinat amb un anticlericalisme retòric. En els seus escrits sobre el futur de la llengua irlandesa però, defensava que tothom, inclosa l'església, si havia d'existir, podia afavorir la llengua si decidís canviar les seves pràctiques i estigués més disposada a adreçar-se als fidels en la llengua irlandesa.
Va donar suport al moviment per a la defensa i recuperació de la llengua irlandesa i fou entre els fundadors als anys 1960s del grup Misneach, que revifà l'activisme lingüístic i que criticava el poc suport de l'estat irlandès a la llengua.
Va morir el 18 d'octubre de 1970 a Dublín i va ser enterrat al cementiri de Mount Jerome.

## Obres
- Cré na Cille ("Pols de cementiri", 1949), novel·la traduïda a l'anglès, danès i noruec.
- Idir Shúgradh agus Dáiríre (1939)
- An Braon Broghach (1948)
- An tSraith ar Lár (1967)
- An tSraith Dhá Thógáil (1970).